# Беззеркальный фотоаппарат
Беззерка́льный фотоаппара́т — цифровой фотоаппарат без оптического видоискателя, вместо которого используется высококачественный электронный визир. От псевдозеркальных фотоаппаратов беззеркальные отличаются возможностью замены объектива и полноценной системностью, ничем не уступающей цифровым зеркальным фотоаппаратам.

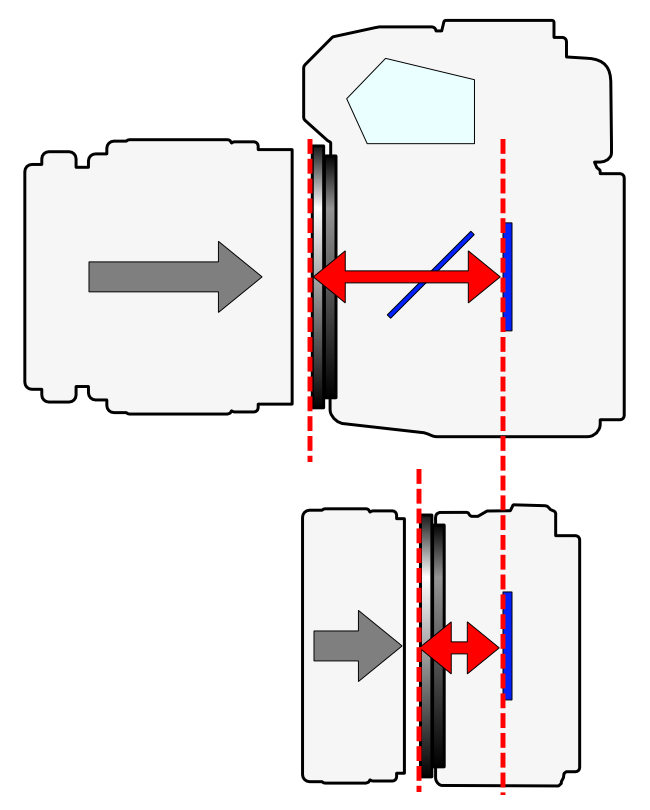
Устройство зеркального (вверху) и беззеркального (внизу) фотоаппаратов

Название «беззеркальный» указывает на отсутствие оптического тракта с зеркалом, при том что по функциональным возможностям камеры этого типа полностью соответствуют однообъективным зеркальным. Беспараллаксный электронный видоискатель позволяет точно кадрировать и фокусировать изображение при любых фокусных расстояниях объективов, а также при съёмке через оптические приборы: микроскоп, телескоп, эндоскоп и другие. Первый в мире беззеркальный фотоаппарат «Panasonic Lumix DMC-G1» поступил в продажу в октябре 2008 года. К началу 2020-х годов беззеркальные фотоаппараты остаются наиболее бурно развивающимся сегментом рынка фототехники. Так, только за первое полугодие 2018 года продажи беззеркальных фотоаппаратов в России выросли на 35%. По состоянию на 2022 год как Canon, так и Nikon планируют постепенно сворачивание производства и продаж зеркальных камер и полный переход на беззеркальные системы.

## Международные названия
Беззеркальные фотоаппараты — одно из новейших явлений в современной фотографии, и устоявшегося общепринятого обозначения пока не имеют. В разных странах они могут называться по-разному: например во Франции используется термин «гибридный фотоаппарат» (фр. Appareil photographique hybride). Однако чаще можно встретить аббревиатуры, обозначающие это понятие на международном рынке фототехники.
- EVIL — акроним английских слов Electronic Viewfinder with Interchangable Lens (электронный видоискатель и сменные объективы). Термин впервые[7][8] был использован в 2007 году сетевым изданием Wired.com[9]. Однако по мере развития этого класса фототехники, шутливое сходство аббревиатуры со словом «Зло» (англ. Evil), стало неактуальным, и термин уступил место более благозвучному.
- Термин MILC, появился позже, — акроним Mirrorless Interchangeable Lens (Compact) Camera[10]. Это название, созвучное слову англ. Milk (молоко), прижилось и до настоящего времени гораздо чаще встречается в источниках.
- Можно встретить также сокращение ILC (Interchangeable Lens Compact).
- Nikon применяет термин ACIL (Advanced Camera with Interchangeable Lens).
- Компания Canon использует сокращение DSLN (Digital Single Lens Non-reflex)[11].

## Особенности беззеркальных фотоаппаратов
Появление класса беззеркальных фотоаппаратов стало возможным благодаря совершенствованию электронных компонентов, заменяющих громоздкие оптические и механические элементы конструкции. Использование электронного визира вместо оптического тракта с зеркалом и пентапризмой, позволяет существенно уменьшить габариты и вес фотоаппарата без потери функциональности, характерной для зеркальной аппаратуры. В отличие от схожих по размерам компактных фотоаппаратов с миниатюрными сенсорами, в беззеркальных камерах используются большие матрицы форматов Микро 4:3, APS-C, полнокадровые или даже среднеформатные, позволяющие получать изображение отличного качества при высоких значениях светочувствительности.

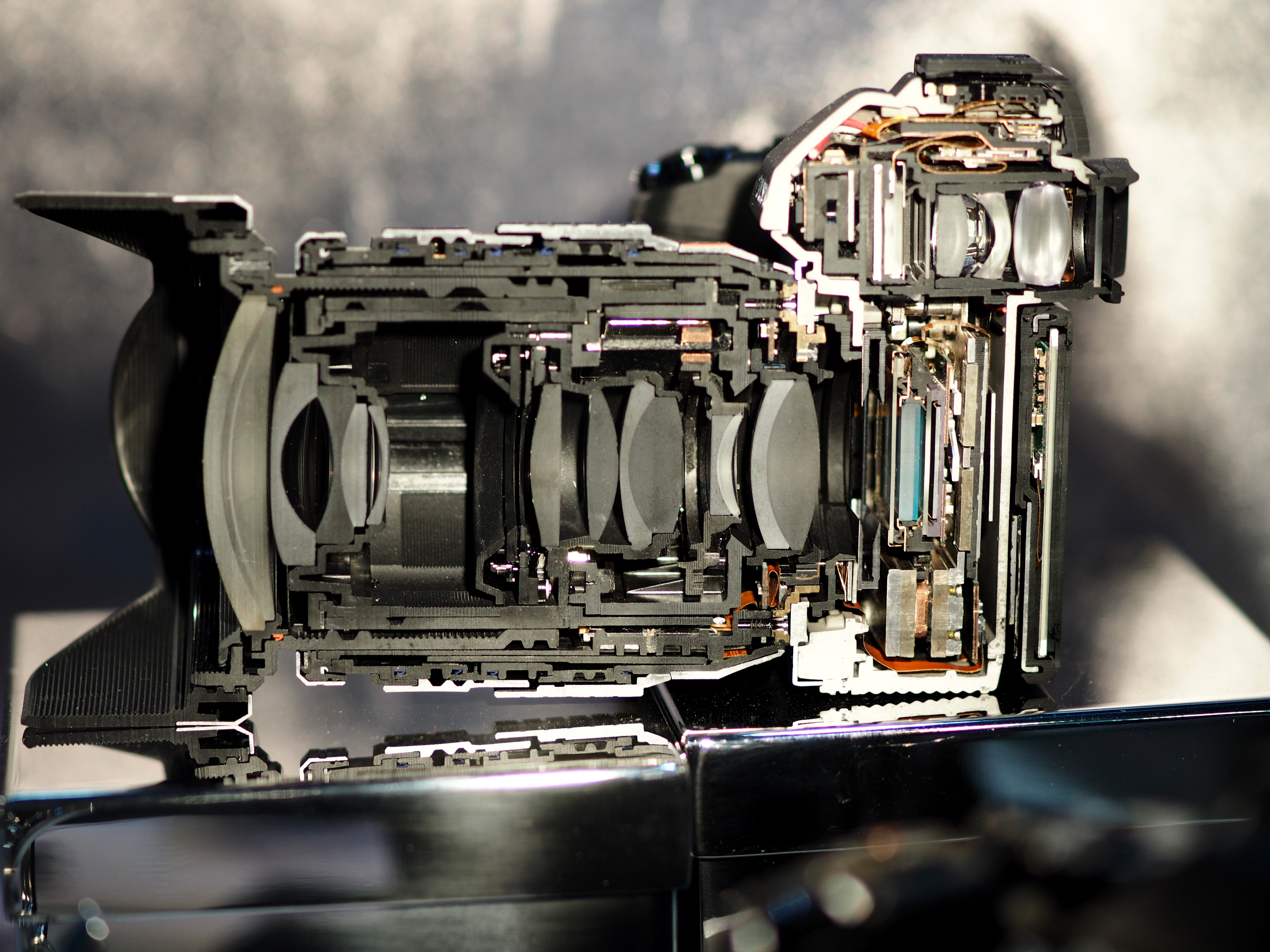
Беззеркальный фотоаппарат «Olympus OM-D E-M1» в разрезе

Однако главный выигрыш, получаемый в беззеркальной конструкции, заключается в отсутствии подвижного зеркала и его приводов, являющихся основным источником вибраций и шума. Принцип электронного видоискателя даёт возможность даже полного отказа от каких либо механических движущихся частей, что позволяет резко увеличить надежность фотоаппарата, и сделать его совершенно бесшумным. Новейшие беззеркальные камеры оснащаются режимом съёмки, при котором выдержка отрабатывается не затвором, а временем считывания матрицы. В некоторых ситуациях (например, на музыкальном концерте или в театре) такая бесшумная фотоаппаратура незаменима.
Ненужность оптического визира позволяет реализовать в беззеркальных фотоаппаратах прогрессивный принцип стабилизации изображения перемещением матрицы. При традиционной оптической стабилизации смещением линз объектива, в зеркальном видоискателе видимо устойчивое изображение, тогда как результат стабилизации сдвигом фотодатчика никак в нём не отражается, затрудняя оценку кадра. Поэтому в зеркальных фотоаппаратах стабилизированная матрица практически не используется. В беззеркальных камерах этот способ реализуется без каких либо неудобств, поскольку на ЖК-видоискатель выводится скорректированное устойчивое изображение. Поэтому большинство беззеркальных камер верхнего ценового сегмента оснащены эффективной пятиосевой стабилизацией, работоспособной с любыми объективами.
Отсутствие зеркала также снимает главное ограничение по частоте серийной съёмки, не превышающей у лучших «зеркалок» величину 14 кадров в секунду («Canon EOS-1D X Mark II», 2016 год). В то же время беззеркальная аппаратура без удорожания конструкции обеспечивает более высокие скорости. Например, уже в 2011 году камера «Nikon 1 J1» без затвора получила быстродействие до 60 кадров в секунду. В среде фотолюбителей достоинством беззеркальной аппаратуры считается короткий рабочий отрезок, получаемый за счёт отсутствия громоздкого зеркального блока. Это даёт возможность присоединения через простейшие переходники-адаптеры, без каких-либо дополнительных линз, любой съёмочной оптики, в том числе недорогих объективов устаревших типов. Для всех беззеркальных фотосистем заново разработаны новые байонеты с укороченным рабочим отрезком — NX, E, Микро 4:3, Nikon Z, Pentax Q, Fujifilm X, Canon RF.

### Видоискатель
Важнейшие достоинства беззеркальных фотоаппаратов унаследованы ими от электронного видоискателя. Это независящая от диафрагмирования яркость изображения, возможность контроля экспозиции и цветопередачи непосредственно в момент съёмки, вывод любой дополнительной информации на экран и многое другое. При достаточном качестве электронного видоискателя он ничем не уступает зеркальному, а по некоторым показателям и превосходит его, приближаясь к фотоаппаратам прямого визирования. Неудобство проявляется при съёмке спорта, поскольку частота обновления электронного визира конечна, что неизбежно приводит к стробированию изображения быстро движущихся объектов. Поэтому в дорогих моделях производители стремятся предельно увеличить частоту кадросмен визира.
Недорогие беззеркальные фотоаппараты оснащаются только одним жидкокристаллическим дисплеем, расположенным на задней стенке корпуса. Экран такого типа служит одновременно для визирования во время съёмки, и для оценки готового изображения. В некоторых случаях он недостаточно информативен из-за внешней засветки и небольших размеров. На более дорогих моделях кроме плоского ЖК-дисплея предусмотрен ещё один визир окулярного типа. Второй экран дублирует изображение первого, но благодаря окуляру виден значительно крупнее, и сопоставим по угловым размерам с фокусировочным экраном обычного оптического визира зеркального типа. В некоторых случаях окулярный визир выполняется в виде съёмного блока, и может продаваться как дополнительный аксессуар к фотоаппарату, снабжённому только плоским экраном.
Концепция беззеркального фотоаппарата не предусматривает наличие какого-либо оптического визира, однако фотоаппараты с жёстковстроенным фикс-объективом иногда дополнительно оснащаются телескопическим видоискателем. Например, в фотоаппарате Fujifilm FinePix X100 использован вспомогательный оптический визир, позволяющий вести съёмку с выключенным экраном. Такая конструкция значительно снижает энергозависимость, поскольку ЖК-дисплей является основным потребителем заряда батареи. Однако в камерах со сменной оптикой или зум-объективами такое техническое решение трудно реализуемо и переводит фотоаппарат в другой класс.

### Фокусировка
Из-за отсутствия подвижного зеркала и возможности установки отдельного модуля автофокуса, в большинстве беззеркальных камер длительное время единственным доступным оставался контрастный автофокус на основе изображения, формируемого матрицей. В большинстве моделей реализована возможность автоматического увеличения центральной зоны кадра при ручной наводке на резкость или индикация уровня контраста в точке фокусировки. Наиболее эффективны в этих целях функции «Focus Peaking» на основе технологии выделения контуров. В зеркальной аппаратуре этому соответствуют микрорастр и клинья Додена, но они значительно уступают в эффективности и требуют хорошей остроты зрения.
В отличие от зеркальных фотоаппаратов, имеющих фиксированные точки фокусировки, в беззеркальных зона наводки может быть выбрана в поле кадра произвольно. Чаще всего это происходит с помощью тачскрина.
Беззеркальные фотокамеры Nikon, Sony NEX-5R несут интегрированные в матрицу датчики фазовой автофокусировки, которые используются в дополнение к контрастной фокусировке. Гибридный автофокус позволяет приблизиться по скорости наводки к зеркальным фотокамерам.
Яркость изображения на дисплее электронного визира не зависит от рабочего значения диафрагмы, а отражает только соответствие правильной экспозиции. Поэтому использование прыгающей диафрагмы в беззеркальных камерах необязательно. Однако большинство байонетов, разработанных для этого типа фотоаппаратуры, предусматривают электромагнитную прыгающую диафрагму, полностью открывающуюся в процессе кадрирования для облегчения ручной фокусировки. Для контроля глубины резкости такие камеры, как и зеркальные, оснащаются репетиром диафрагмы.

### Видеосъёмка
Уже самые первые модели беззеркальных фотоаппаратов поддерживали функцию видеосъёмки. По сравнению с зеркальными камерами, требующими специального режима Live View и подъёма зеркала, беззеркальная техника записывает видео с той же лёгкостью, с какой осуществляет штатный режим визирования. Запись в стандарте 4K стала для беззеркальных камер обычной опцией задолго до того, как появилась в потребительских «зеркалках». Большая матрица и неограниченная возможность использования сменной оптики делают беззеркальные фотоаппараты серьёзными конкурентами видеокамерам. Некоторые производители один и тот же байонет используют как в беззеркальных фотоаппаратах с функцией видеосъёмки, так и в специализированных видеокамерах. Фирмами Panasonic и Sony заявлена полная совместимость всего парка своих объективов, пригодных как для фотографии, так и для видео.

## Недостатки
Основным недостатком, свойственным беззеркальной аппаратуре, считается более высокая, чем у зеркальной, энергозависимость. Электронный видоискатель требует электропитания во время всего процесса визирования и съёмки. Это особенно критично в режиме ожидания, когда точный момент события неизвестен, и выключение визира может привести к пропуску нужного кадра. По этим причинам беззеркальные фотоаппараты требуют более ёмких батарей, способных поддерживать работу видоискателя длительное время. Кроме того, электронный визир неспособен передавать свет от объектива непрерывно, а отображает лишь отдельные фазы движения с конечной частотой. Поэтому некоторые фотографы считают недостаточным качество изображения даже лучших ЖК-видоискателей, утомляющих зрение при съёмке быстрого движения.

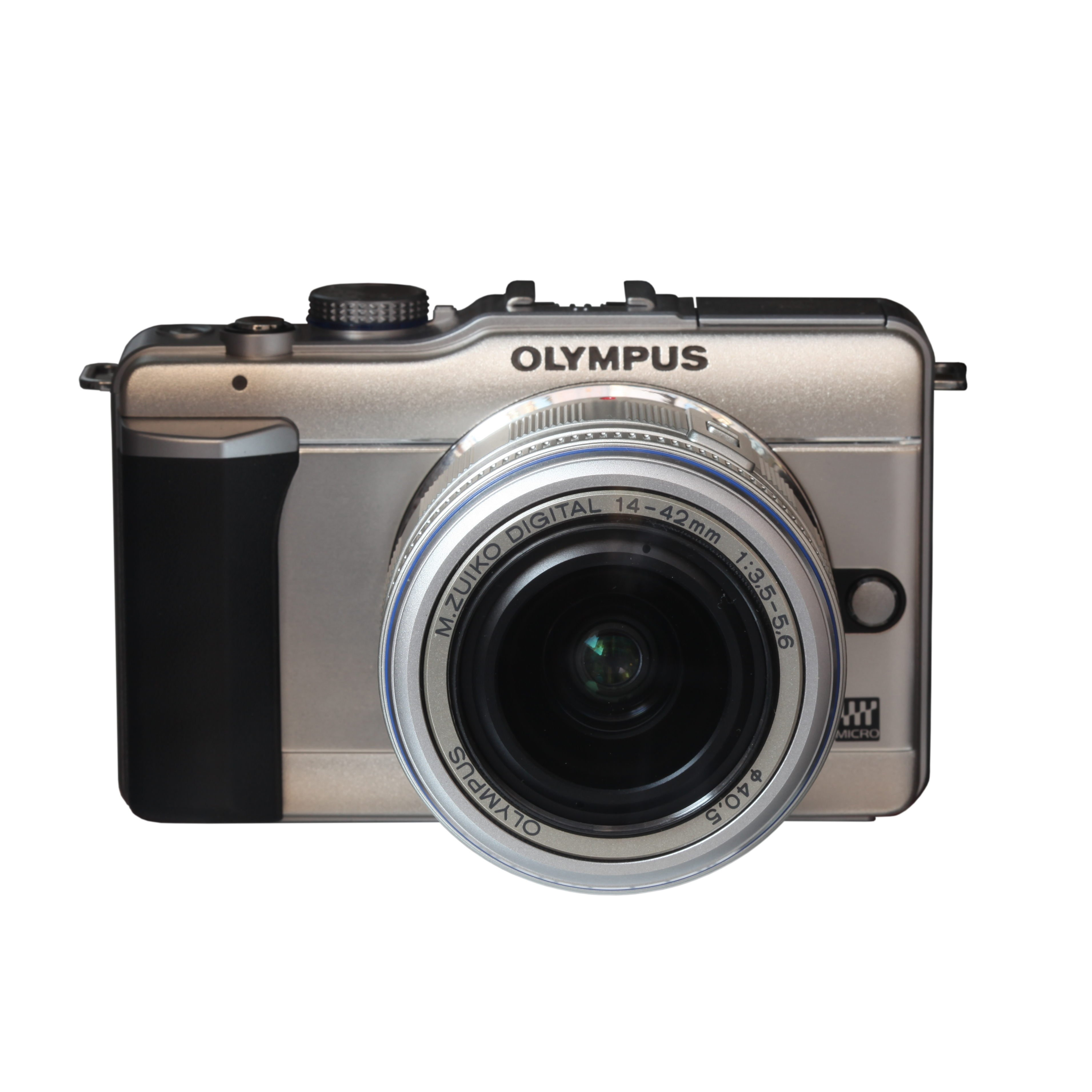
Беззеркальный фотоаппарат «Olympus PEN E-PL1» стандарта Микро 4:3
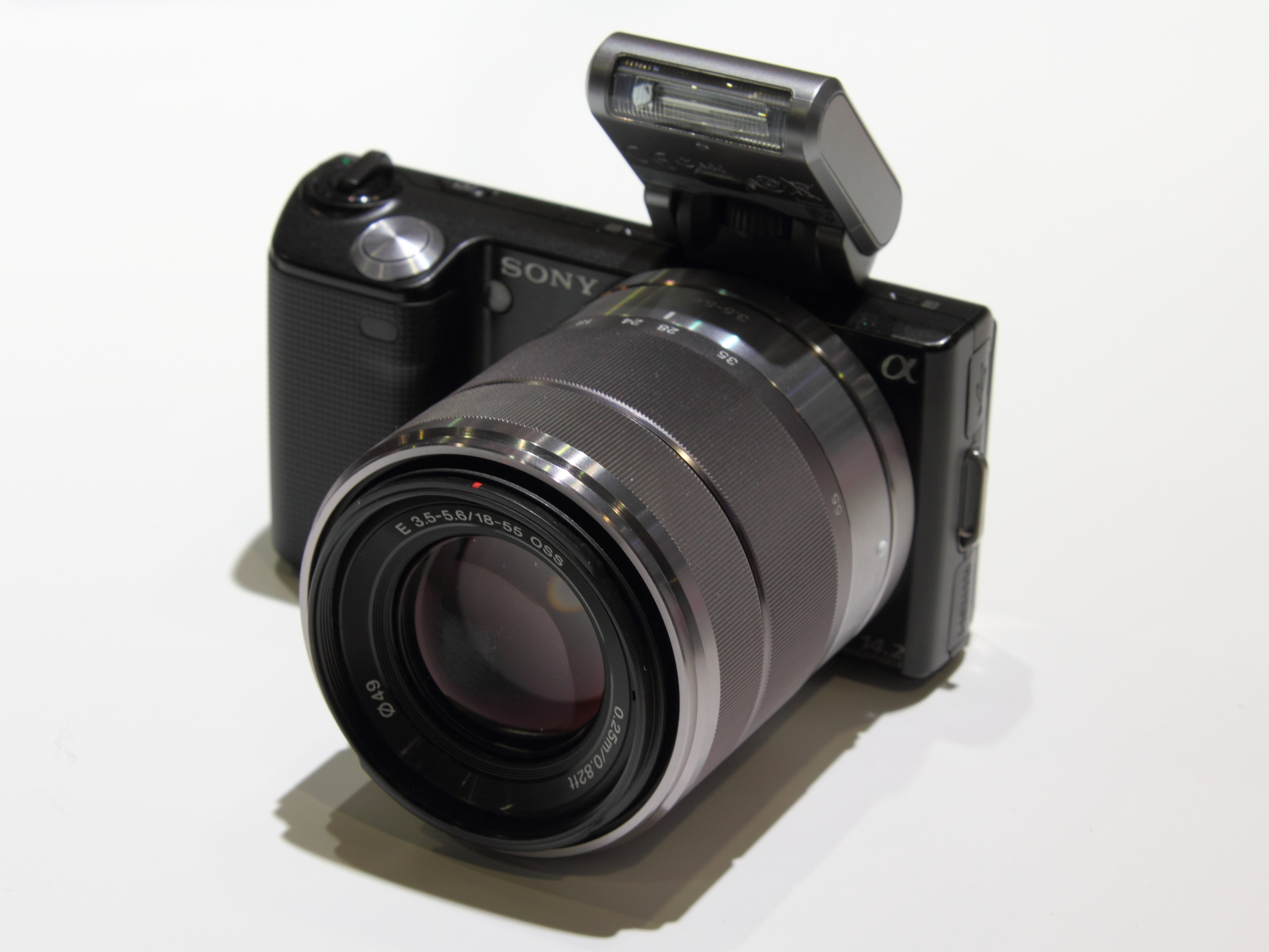
Беззеркальный фотоаппарат «Sony NEX-5» с матрицей APS-C
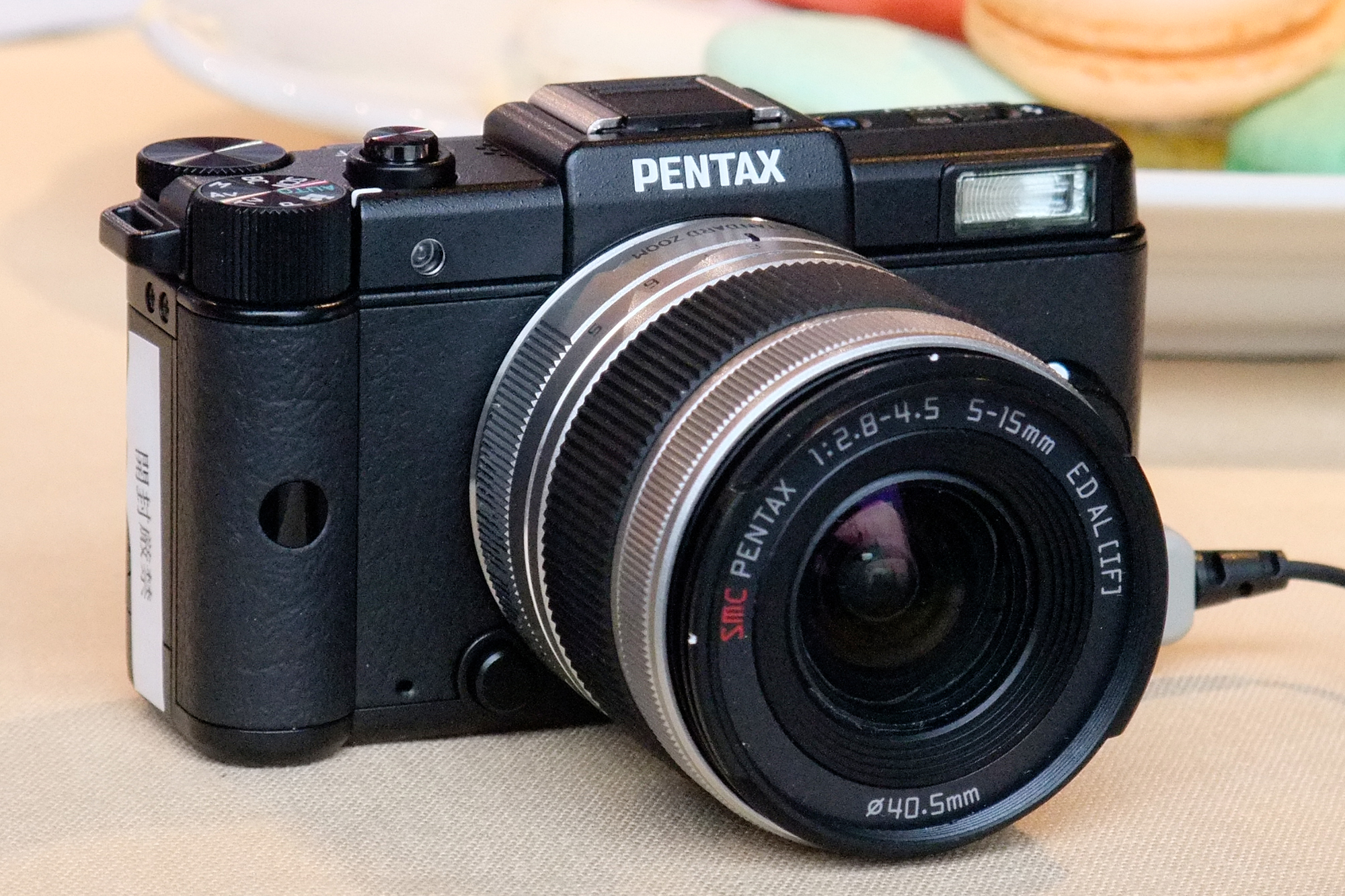
Беззеркальный фотоаппарат «Pentax Q» с матрицей 1/2,3 дюйма
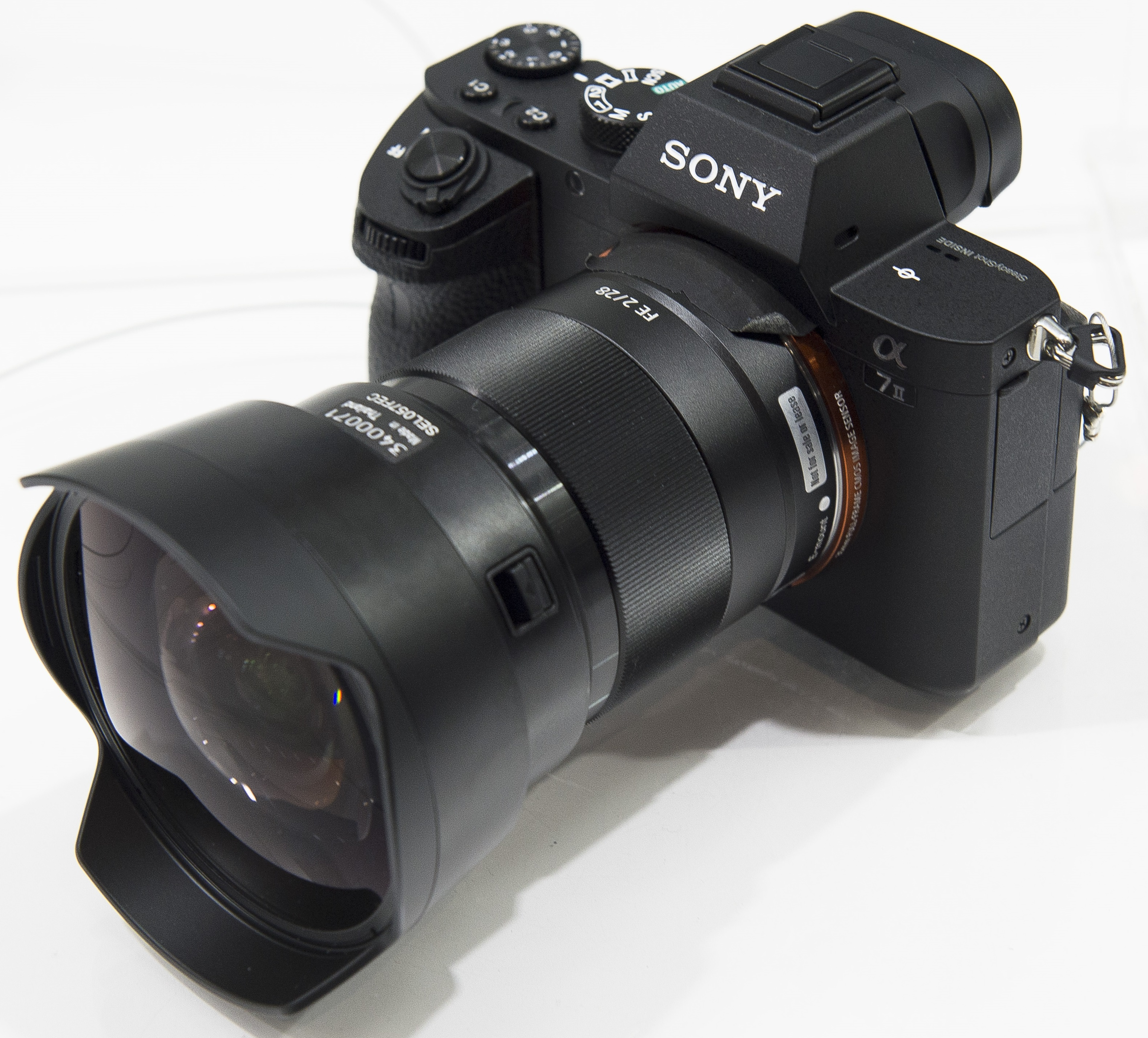
Полнокадровый беззеркальный фотоаппарат «Sony ILCE-7M2»
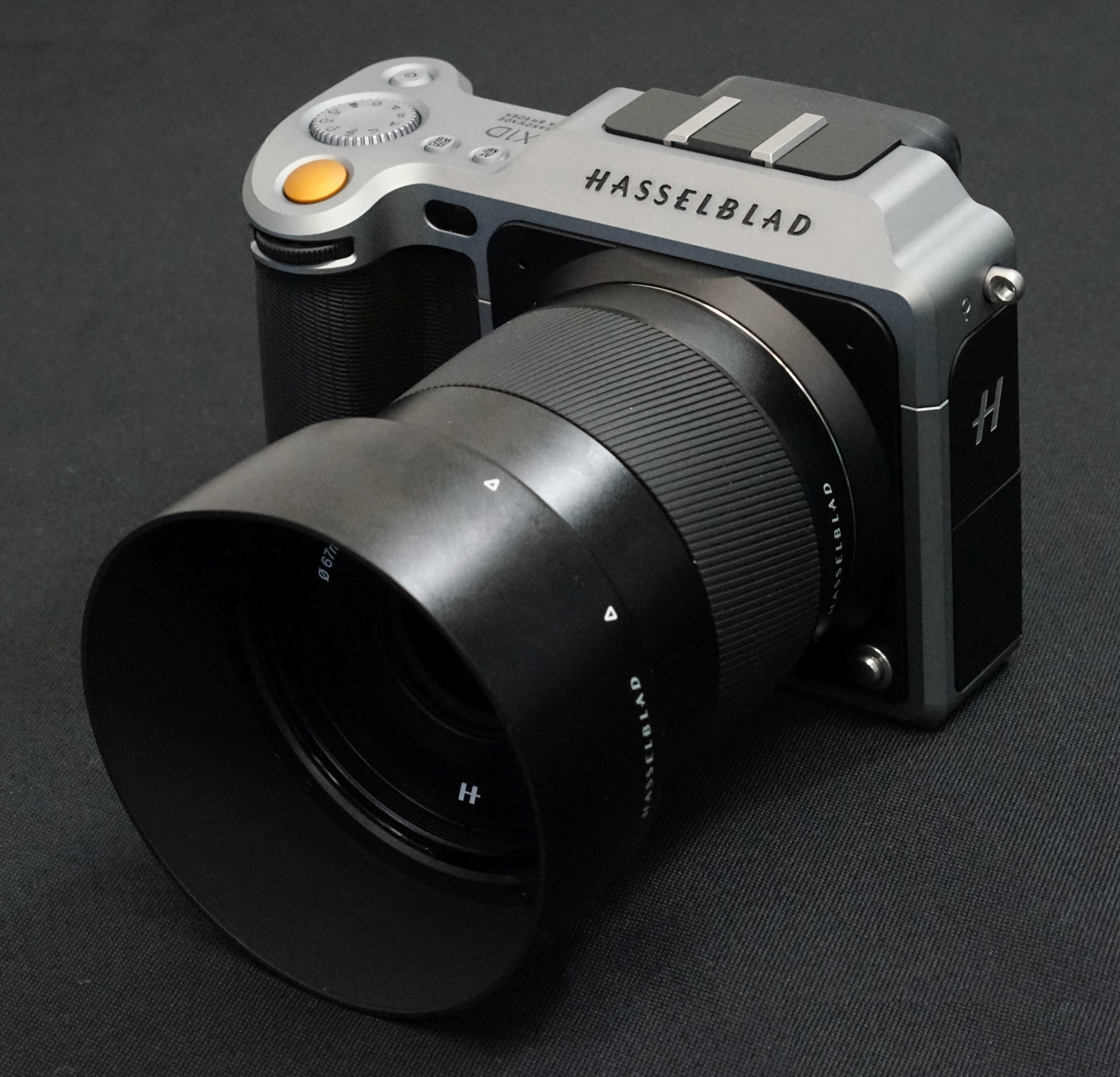
Среднеформатный беззеркальный фотоаппарат «Hasselblad X1D»

Ещё одним принципиальным недостатком беззеркальных фотоаппаратов считается невозможность полноценной реализации фазового автофокуса, как это сделано в зеркальной аппаратуре. Детектор этого типа требует для своего размещения отдельного оптического тракта, отсутствующего в беззеркальной схеме. Новейшие модели аппаратуры этого типа оснащаются так называемым гибридным автофокусом на основе специальной конструкции пикселей матрицы, например Canon Dual Pixel AF. Однако такое решение уступает классическим фазовым датчикам, обеспечивающим достаточное быстродействие, особенно в следящем режиме. Тем не менее для большинства сюжетов, даже в условиях фоторепортажа, автофокус новейших беззеркальных фотоаппаратов обеспечивает необходимую оперативность. Недостатки проявляются главным образом при съёмке спорта с помощью длиннофокусных объективов.
Ещё один трудноустранимый недостаток беззеркальных фотоаппаратов заключается в более длинном и сложном цикле работы затвора, чем у аппаратуры с оптическим визиром. Для работы электронного видоискателя затвор должен быть открыт, в противном случае матрица не сможет передавать изображение на ЖК-дисплей. При нажатии на спусковую кнопку затвор закрывается, взводится, и только после этого отрабатывает выдержку. Это увеличивает лаг затвора и вдвое снижает его межремонтный ресурс.

## Сравнение беззеркальных фотосистем
| Система        | Известные модели | Байонет                | Размер матрицы                                                                      | Стабилизация | Диаметр байонета      | Рабочий отрезок | Фокусировка                                                                                                 | Кроп-фактор                                 | Дата выпуска      |
| -------------- | --- | ---------------------- | ----------------------------------------------------------------------------------- | --- | --------------------- | --------------- | --- | ------------------------------------------- | ----------------- |
| Canon EOS M    | Canon EOS M, EOS M2, EOS M3, EOS M10, EOS M5 | Canon EF-M             | 22,3 × 14,9 мм APS-C                                                                | Смещением линз объектива | 47 мм                 | 18 мм           | Гибридный автофокус Dual Pixel CMOS AF                                                                      | 1,6                                         | октябрь 2012      |
| Fujifilm G     | Fujifilm GFX 50S | Fujifilm G             | 43,8 × 32,9 мм Средний формат                                                       | Смещением линз объектива | ??                    | 26,7 мм         | Контрастный автофокус                                                                                       | 0,79                                        | январь 2017       |
| Fujifilm XF    | Fujifilm X-Pro1, X-T1, X-A1, X-M1, X-E1, X-A2, X-A10, X-A3, X-A5, X-E2, X-E3, X-T10, X-T20, X-Pro2, X-T2, X-H1                                                    | Байонет X              | 23,6 × 15,6 мм APS-C                                                                | Смещением линз объектива X-H1: матрицей (5-осевая, компенсация 5,5 ступеней)                                                                   | 44 мм                 | 17,7 мм         | Модели X-H1, X-T1, X-T2, X-Pro2, X-T10, X-T20, X-E2, X-E3, X-A5 гибридный; на остальных моделях контрастный | 1,5                                         | январь 2012       |
| Hasselblad XCD | Hasselblad X1D | Байонет Hasselblad XCD | 43,8 × 32,9 мм Средний формат                                                       | отсутствует | ??                    | 20 мм           | Контрастный автофокус                                                                                       | 0,79                                        | июнь 2016         |
| Leica L        | Leica T, SL | Байонет L              | 35,8 × 23,9 мм полнокадровая (SL) 23,6 × 15,7 мм APS-C (T)                          | Смещением линз объектива | 51,6 мм               | 19 мм           | Контрастный автофокус                                                                                       | 1,0 (SL), 1,5 (T)                           | апрель 2014       |
| Микро 4:3      | Panasonic Lumix DMC-G1, G10, G2, G3, GH1, GH2, GH3, GF1, GF2, GF3, GX1, GX7 Olympus PEN E-P1, E-P2, E-P3, E-PL1, E-PL2, E-PL3, E-PM1, OM-D E-M5, E-PL5, OM-D E-M1 | Микро 4:3              | 17,3 × 12,98 мм Стандарт 4/3                                                        | Смещением линз объектива (Panasonic); Смещением матрицы (Olympus) Olympus EM-5 первая 5-осевая система стабилизации вместо устаревшей 2-осевой | ~38 мм                | 20 мм           | Контрастный автофокус в большинстве моделей; Гибридный автофокус в Olympus OM-D E-M1                        | 2,0                                         | октябрь 2008 (G1) |
| Nikon 1        | Nikon 1 J1, V1, J2, V2, J4, V3, J5 | Байонет Nikon 1        | 13,2 × 8,8 мм 1 дюйм Nikon CX                                                       | Смещением линз объектива | ??                    | 17 мм           | Гибридный автофокус                                                                                         | 2,7                                         | октябрь 2011      |
| Nikon Z        | Nikon Z6, Z7 | Байонет Nikon Z        | 35,9 × 23,9 мм полнокадровая                                                        | Смещением матрицы, но также поддерживаются стабилизированные объективы                                                                         | 55 мм                 | 16 мм           | Гибридный автофокус                                                                                         | 1,0                                         | август 2018       |
| Canon EOS R    | Canon EOS R | Байонет Canon RF       | 36,0 × 24,0 мм полнокадровая                                                        | Смещением линз объектива и матрицы, начиная с Canon R5/R6                                                                                      | 54 мм                 | 20 мм           | Гибридный автофокус Dual Pixel CMOS AF                                                                      | 1,0                                         | сентябрь 2018     |
| Pentax K       | Pentax K-01 | Байонет K              | 23,6 × 15,6 mm APS-C                                                                | Смещением матрицы | ??                    | 45,46 мм        | Контрастный автофокус                                                                                       | 1,53                                        | февраль 2012      |
| Pentax Q       | Pentax Q, Q10, Q7, Q-S1 | Байонет Pentax Q       | 6,17 × 4,55 мм (1/2,3 дюйма) для Q и Q10 7,44 × 5,58 мм (1/1.7 дюйма) для Q7 и Q-S1 | Смещением матрицы | 38 мм                 | 9,2 мм          | Контрастный автофокус                                                                                       | примерно 5,5 Q и Q10 примерно 4,6 Q7 и Q-S1 | июнь 2011         |
| Samsung NX     | Samsung NX10, NX100, NX200, NX20, NX300, NX30, NX500, NX1 | Байонет NX             | 23,4 × 15,6 мм APS-C                                                                | Смещением линз объектива | 42 мм                 | 25,5 мм         | Гибридный автофокус, в первых моделях NX10 и NX100 контрастный                                              | 1,53                                        | январь 2010       |
| Sigma SA       | Sigma SD Quattro, Sigma SD Quattro H | Байонет Sigma SA       | 26,7 × 17,9 мм APS-H (Quattro H) 23,4 x 15,5 мм APS-C (Quattro)                     | Смещением линз объектива | ??                    | 44 мм           | Гибридный автофокус                                                                                         | 1,35 (Quattro H) 1,54 (Quattro)             | февраль 2016      |
| Sony α NEX     | NEX-3, NEX-C3,NEX-5, NEX-5N, NEX-6, NEX-7 | Байонет E              | 23,4 × 15,6 мм APS-C                                                                | Смещением линз объектива | 46,1 мм (1,815 дюйма) | 18 мм           | Контрастный автофокус (ранние модели), Гибридный автофокус (поздние модели)                                 | 1,5                                         | июнь 2010         |
| Sony α ILCE    | Sony α9, α7, α7R, α7S, α7 II, α7R II, α7S II, α7 III, α7R III, α6500, α6400,α6300, α6000, α5100, α5000, α3000                                                     | Байонет E              | 35,8 × 23,9 мм полнокадровая (семейства α7 и α9) 23,4 × 15,6 мм APS-C (αxx00)       | Линзами объектива. Семейства α7 серий II и III, а также α9 оснащены 5-осевой стабилизацией с поддержкой стабилизированных объективов           | 46,1 мм (1,815 дюйма) | 18 мм           | Контрастный автофокус, семейство α7, α9, α6xxx — гибридный автофокус                                        | 1,0 (α7x и α9), 1,5 (αx000)                 | октябрь 2013      |

## Популярность
Беззеркальные фотоаппараты к середине 2010-х годов начали вытеснять зеркальную аппаратуру из любительской фотографии, уступая в росте продаж только камерафонам. Компактность и лёгкость при том же уровне качества особенно наглядно проявляются в аппаратуре с небольшой матрицей форматов Микро 4:3 и APS-C, быстро ставших популярными в стрит-фотографии. Начиная с середины 2010-х годов производители беззеркальной аппаратуры поддерживают общую тенденцию увеличения кадра до размеров малоформатного. Первой полнокадровой камерой формата 35-мм стала Sony A7, выпущенная в конце 2013 года. В 2014 году компания «Phase One» начала поставки трёх моделей среднеформатных беззеркальных фотоаппаратов «Alpa», старшая из которых A280 обладает разрешением в 80 мегапикселей. В 2016 году среднеформатные беззеркальные камеры выпустили Hasselblad и Fujifilm. Однако большая матрица сводит преимущество компактности практически до нуля из-за габаритов сменной оптики, зачастую превышающих размеры объективов для зеркальных камер. Тем не менее, в профессиональной фотографии полнокадровые «беззеркалки» уже составляют серьёзную конкуренцию зеркальным камерам, особенно в области студийной и свадебной съёмки. В первой половине 2022 года продажи беззеркальных камер составили 3 миллиона единиц, против двух миллионов проданных за тот же период зеркальных камер. По сравнению с тем же периодом 2021 года было продано на 67% больше беззеркальных камер. На некоторых рынках беззеркальные камеры практически полностью вытеснили зеркальные в профессиональном сегменте. Успех камеры «Sony A7 III» с полным кадром заставил даже ведущих производителей фототехники наладить выпуск беззеркальных фотоаппаратов этого класса. В августе 2018 года на суд общественности представлены две полнокадровые модели серии Nikon Z, а в сентябре анонсирован аналогичный фотоаппарат Canon EOS R. В 2020 году агентство Associated Press полностью перешло на профессиональные репортажные «беззеркалки» Sony.

## Комментарии
1. ↑  Иногда в качестве отличительного признака указывается размер матрицы, который у псевдозеркальных фотоаппаратов значительно меньше, однако известны и беззеркальные камеры с миниатюрным фотосенсором[1]
2. ↑  За исключением Pentax K-01, в которой используется стандартный для зеркальных камер Pentax Байонет К